# Hollertgraben
Der Hollertgraben ist ein Meliorationsgraben und rechter Zufluss des Biebergrabens in Brandenburg.

## Verlauf
Der Graben beginnt auf einer landwirtschaftlich genutzten Fläche südlich von Holbeck, einem Ortsteil der Gemeinde Nuthe-Urstromtal. Dort fließt er auf einer Länge von rund 600 Metern vorzugsweise in nördlicher Richtung auf die Wohnbebauung zu und unterquert dort die Landstraße 73. Nördlich der Wohnbebauung entwässert er auf einer Länge von weiteren 1,5 km eine weitere landwirtschaftlich genutzte Fläche. Er verläuft dort zunächst in nordwestlicher, anschließend in nordöstlicher und schließlich in östlicher Richtung auf die Schmielickendorfer Wiese. Diese Fläche wird ebenfalls entwässert, in dem der Graben dort in nordnordöstlicher Richtung auf einer Strecke von rund 500 m verläuft. Von Osten kommend fließt nun der Holbecker Seegraben hinzu, nach weiteren 420 m ebenfalls von Osten der Schweinedammgraben, bevor der Hollertgraben nach rund weiteren 550 m an der Buschwiese in den Biebergraben entwässert.